# Elementos Constitucionales

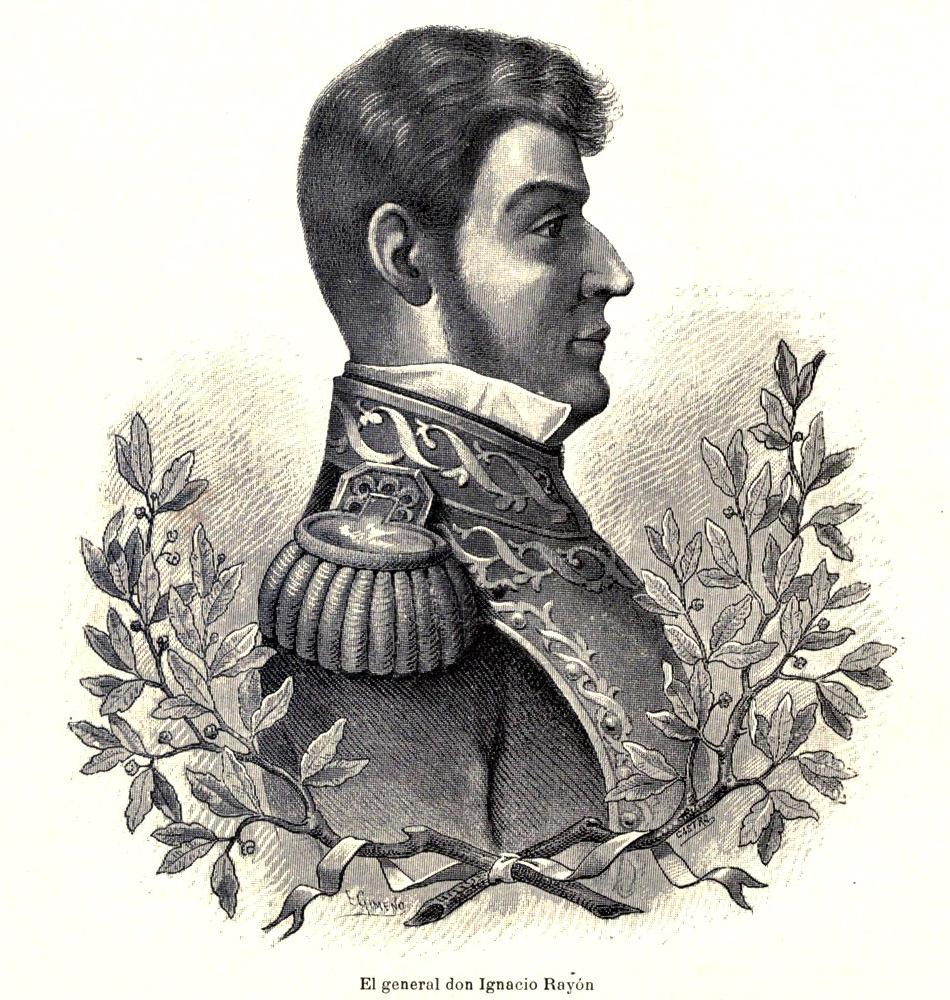
Ignacio López Rayón creador de los Elementos Constitucionales.

Los Elementos Constitucionales fueron un conjunto de lineamientos a manera de proyecto de constitución para México (entonces todavía Virreinato de Nueva España), redactado en abril de 1812, durante la guerra de Independencia de México por el general Ignacio López Rayón, y puestos a circular a partir del 4 de septiembre de 1812, en Zinacantepec, Estado de México, con el objeto de constituir una nación independiente de España. Se les señala como antecedente directo y fuente de creación de los Sentimientos de la Nación de José María Morelos y, por tanto, de la posterior Constitución de 1824. Por ello, es el antecedente más antiguo del constitucionalismo mexicano.

## Historia
Una vez iniciada la lucha de independencia, y ante el vacío de poder dejado por Fernando VII al ser depuesto por Napoleón Bonaparte en 1808, fue interés de los insurgentes tratar de fundamentar su lucha por la independencia del Virreinato de Nueva España en principios jurídicos que legitimaran su actuar, y que sirvieran como base para agrupar al pueblo sobre ideales comunes.
En ese sentido y tras las experiencias revolucionarias de Francia y Estados Unidos, así como la constitución elaborada por este último país en 1787, impulsaron a los insurgentes a elaborar un documento que contuviera los derechos y principios básicos de un nuevo Estado y fundamentara la autoridad aún en ausencia del monarca. Sin embargo, esto no fue un sentimiento particular del continente americano, como lo delata el movimiento constitucional en España que culminaría con la Constitución de Cádiz de 1812.

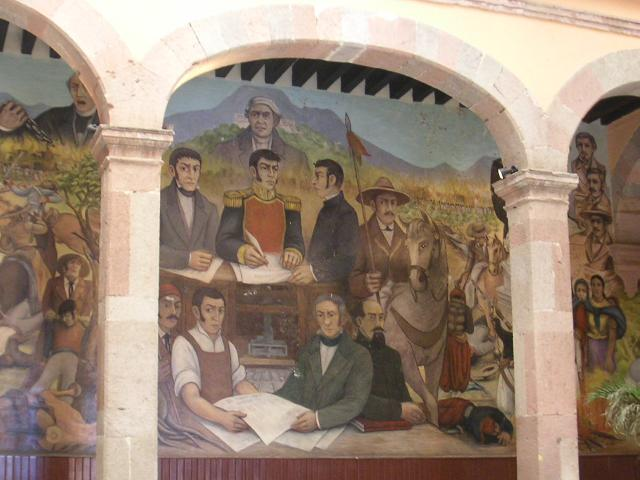
La Junta de Zitácuaro en cuyo contexto fueron redactados los Elementos Constitucionales. Mural en Zitácuaro, Michoacán.

En el marco de la Independencia, y al no reconocerse a las autoridades virreinales novohispanas ante la acefalia proveniente de la ausencia de Fernando VII, el 19 de agosto de 1811 se instauró la Suprema Junta Nacional Americana, conocida como Junta de Zitácuaro, en el poblado del mismo nombre en Michoacán, como órgano de gobierno para lo que dentro de poco sería la nación mexicana, integrada por los principales dirigentes de la insurgencia en ese momento, destacando entre ellos José María Morelos e Ignacio López Rayón. Ambos serían nombrados vocales de la Junta y, el último, como Ministro Universal de la Nación. La Junta se trasladaría posteriormente a Sultepec, actualmente en el Estado de México.
López Rayón se dio a la tarea de redacción de un proyecto de constitución, a ser considerado para una posterior aprobación por parte de la junta, a los que tituló Elementos Constitucionales. Se desconoce la fecha exacta de su redacción, sin embargo, a partir de la misiva enviada a Morelos, se establece su creación el 30 de abril de 1812 y para el verano de ese mismo año los mismos se encontraban circulando. Al parecer, tal documento fue firmado en Zinacantepec.
Rayón remitió un primer borrador de los Elementos a Morelos —quien se encontraba en Puebla— el 30 de abril de 1812. No obstante, la respuesta no llegaría sino hasta el 7 noviembre del mismo año, al parecer por un retraso que acusa Morelos. En dicha carta Morelos señala una serie de correcciones a los Elementos en los cuales propone excluir toda referencia a la autoridad de Fernando VII:

[...]por lo respectivo a la soberanía del Sr. D. Fernando VII, como es tan pública y notoria la suerte que le ha cabido a este grandísimo hombre, es necesario excluirlo para dar al público la Constitución.
Carta de Morelos a Rayón del 7 de noviembre de 1812.

Antes de recibir los Elementos, Morelos había pronunciado su postura respecto a Fernando VII, en una carta enviada a Rayón en días previos:

Éste es mi dictamen, salvo meliori, y que se le quite la máscara a la Independencia, porque ya todos saben la suerte de nuestro Fernando VII.
Carta de Morelos a Rayón del 2 de noviembre de 1812.

Propuso además que en lugar de un único Protector Nacional, como proponía Rayón, hubiera uno por cada obispado a ser elegidos cada cuatro años y otras observaciones sobre la distribución y organización de la milicia.
Dichas correcciones no enmendaron el texto, sino que fueron agregadas a manera de colofón, al pie del documento señalando la autoría de Morelos.
El contenido de los Elementos Constitucionales —que trascendió hasta otros textos posteriores a partir del conocimiento que de ellos tuvo José María Morelos y Pavón— pudo repercutir en la redacción final de los Sentimientos de la Nación de 1813, para posteriormente incluirse en la Constitución de Apatzingán de 1814, en la cual también participaría Rayón y que contiene muchos paralelismos con los derechos señalados en los Elementos.

## Contenido
El documento consta de un preámbulo donde se exalta la legitimidad y justicia de la «Independencia de América» y esboza que el depósito de la soberanía reside en el pueblo: 

«Nosotros, pues, tenemos la indecible satisfacción y el alto honor de haber merecido a los pueblos libres de nuestra patria, componer el Supremo Tribunal de la Nación y representar la Majestad que sólo reside en ellos».
Elementos Constitucionales hechos circular por Ignacio Rayón.

El cuerpo de los Elementos Constitucionales se encuentra constituido por 38 enunciados a manera de artículos, y contiene las principales ideas para la conformación de un estado independiente proclamadas por la insurgencia:
- La religión católica como oficial y única (Artículos 1.o, 2.o y 3.o)
- Independencia de América (Artículo 4.o).
- La soberanía dimana del pueblo pero preside en la figura del monarca Fernando VII (Artículo 5.o).
- El ejercicio de la soberanía debe tender hacia la independencia y felicidad de la nación (Artículo 6.o).
- El ejercicio de la soberanía reside en un Supremo Congreso Nacional (Artículos 5.o, 7.o a 16.o).
- Nombramiento de un "Protector Nacional" a manera de Poder Ejecutivo (Artículo 17.o).
- Existencia de tres poderes: Ejecutivo, Legislativo y Judicial (Artículo 21.o).
- Proscripción de la esclavitud y de las castas (Artículos 24.o y 25.o).
- Derechos civiles (Artículos 29.o a 32.o).
- Día 16 de septiembre como fiesta nacional (Artículo 33.o).
- Organización militar (Artículos 33.o a 38.o).

El proyecto termina con una reflexión sobre el pasado del pueblo americano «olvidado por unos, compadecido por otros y despreciado por la mayor parte» y sobre su futuro más esperanzador, con plena igualdad y equidad entre los hombres, donde «la cobardía y la ociosidad será la única que infame al ciudadano», y además con una exhortación religiosa: «bendecid pues al Dios de los destinos que se ha dignado mirar por compasión su pueblo».
En un borrador posterior esta reflexión final aparece a manera de arenga, seguida de las correcciones hechas por Morelos.

## Ideología

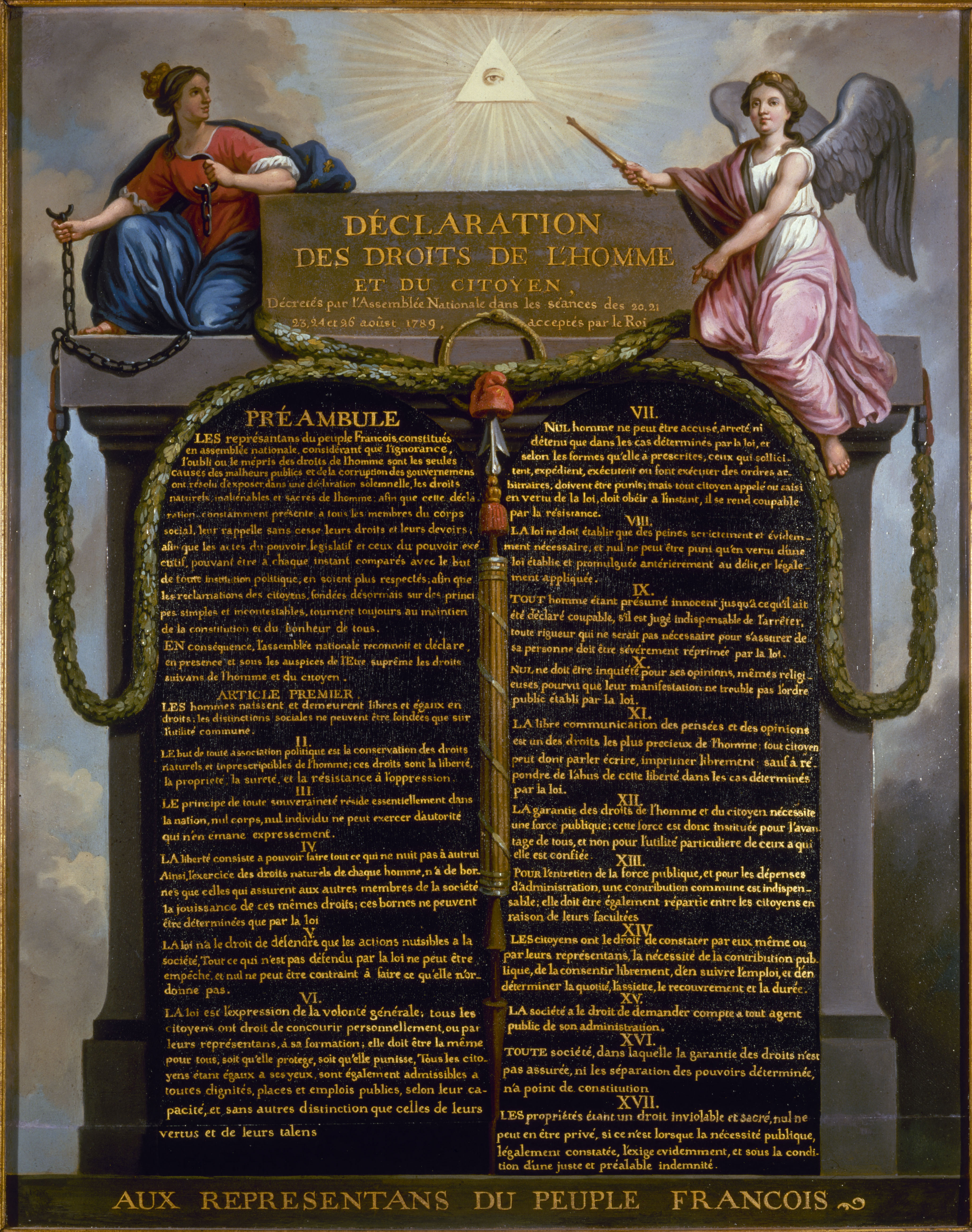
La "Declaración de los Derechos del Hombre y del Ciudadano", adoptada por la Asamblea Nacional Constituyente de Francia en 1789, que influyó en los contenidos de los Elementos Constitucionales, principalmente en lo relacionado con derechos civiles.

Dentro de los Elementos Constitucionales es destacable el bagaje filosófico y cultural del liberalismo novohispano, tanto de representantes europeos clásicos como Locke, Hobbes, Montesquieu, Voltaire, Rousseau, Suárez y Vitoria, hasta de pensadores propios del continente americano como Francisco Javier Clavijero, Fray Servando Teresa de Mier y Francisco Javier Alegre, entre otros. Las obras de unos y otros autores circularon en el Virreinato de Nueva España durante el siglo XVIII. Igualmente, es indudable la influencia de las ideas revolucionarias francesas y constitucionalistas de Estados Unidos, que calaron hondo en el sentir novohispano.
En América se distinguieron como directrices, durante el periodo independentista, algunas ideas políticas específicas:
1. El despotismo ilustrado.
2. El constitucionalismo, con el concerniente reconocimiento de los derechos individuales.
3. La democracia.
4. El utilitarismo de Jeremy Bentham.

Dichos contenidos son ubicables en los Elementos Constitucionales heredados de la pluma de Rayón, provenientes de su formación jurídica. Sin embargo, es muy probable que sus contenidos básicos puedan ser atribuidos al propio Miguel Hidalgo y Costilla, de quien aquel fuera lugarteniente y secretario. Cuando menos esto es patente en la referencia que a ello hace Morelos en la carta donde da por recibido el primer borrador de los Elementos, de fecha 7 de noviembre de 1812:

«Hasta ahora no había recibido los Elementos Constitucionales: los he visto y, con poca diferencia, son los mismos que conferenciamos con el señor Hidalgo».

Destaca, entre las ideas sostenidas por los Elementos, el fidelismo a la figura de Fernando VII sostenida por Rayón en el artículo 5.o, que le valió algunas diferencias ideológicas con Morelos quien sostenía la emancipación absoluta de América. Pero al mismo tiempo afirmaba las ideas de Rousseau sobre la soberanía radicada en el pueblo, que sería luego tomada por la Constitución de Apatzingán y ha permanecido hasta la actual Constitución mexicana de 1917, la que en su artículo 39 señala:

«La soberanía nacional reside esencial y originariamente en el pueblo. Todo poder público dimana del pueblo y se instituye para beneficio de éste. El pueblo tiene en todo tiempo el inalienable derecho de alterar o modificar la forma de su gobierno».
Constitución Política de los Estados Unidos Mexicanos de 1917

No obstante, Rayón sostuvo la idea democrática de que el ejercicio del poder concierne a un congreso, en este caso el Supremo Congreso Nacional Americano.
Igualmente, en su artículo 31, los Elementos Constitucionales ofrecen, hablando de la inviolabilidad del domicilio, las garantías de «la célebre Ley Corpus huves de la Inglaterra», queriendo referirse al Habeas Corpus Act (Acta Habeas Corpus) de 1640, que contenía la protección de la libertad individual ante detenciones no jurisdiccionales, incluida la Corona, cuando dicha detención no provenía de una autoridad judicial. Ello revela el conocimiento que tenía Rayón de la legislación inglesa, y coloca a los Elementos Constitucionales, según Soberanes Fernández, como el antecedente más antiguo del Juicio de amparo mexicano.
También se halla presente una cierta intolerancia religiosa (artículos 1.o y 2.o), pues exalta el catolicismo como religión de Estado. Con ello se proscribía la libertad de credos, que encontraría cabida en el ideario constitucional mexicano hasta la Constitución de 1857.
Asimismo, la libertad e igualdad de todos los ciudadanos era un concepto principal del liberalismo francés. El primero se realizó señalando la proscripción de la esclavitud (art. 24.o); el segundo fue expresado en los Elementos en atención a la eliminación de linajes, en su artículo 25.o:

Al que hubiera nacido después de la feliz independencia de nuestra Nación, no obstarán sino los defectos personales, sin que pueda oponérsele la clase de su linaje. [...]

Por último, destaca la libertad de imprenta consagrada en el artículo 29.o que constituiría el antecedente para la consagración de las libertades de expresión, pensamiento e imprenta que poco después otorgaría el artículo 40 de la Constitución de Apatzingán.